# Liriomyza trivialis
Liriomyza trivialis är en tvåvingeart som beskrevs av Spencer 1973. Liriomyza trivialis ingår i släktet Liriomyza och familjen minerarflugor.
Artens utbredningsområde är Venezuela. Inga underarter finns listade i Catalogue of Life.